# Doctrine géopolitique
 (juillet 2018).

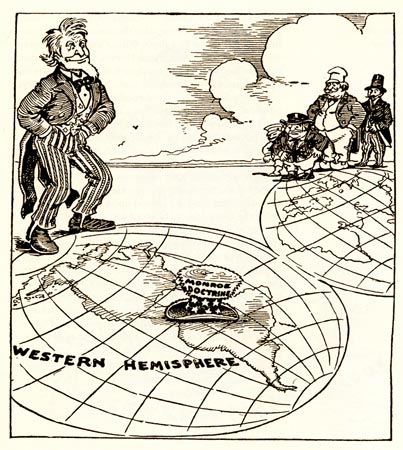
Dessin satirique de la doctrine Monroe : l'Amérique du Sud est le pré-carré des États-Unis.

Les doctrines géopolitiques ont été utilisées dans les relations internationales pour affirmer la politique extérieure des nations sur la scène mondiale.

## Liste par ordre chronologique

### Doctrines liées aucontinent américain
- Doctrine Monroe (1823) : énoncée le 2 décembre 1823 par le président américain James Monroe, elle affirme le principe de non-intervention réciproque des Européens et des Américains sur leurs continents respectifs.
- Destinée manifeste (années 1840) : idéologie selon laquelle l'expansion de la nation américaine vers l'ouest était une volonté divine.
- Doctrine de la porte ouverte (1899) : la doctrine de la porte ouverte tend à appliquer à des pays coloniaux la pratique du libéralisme économique[1]. Proclamée en 1899 par William McKinley à l'égard de la Chine[2], elle induit plus particulièrement de la part de celle-ci un traitement égal de toutes les nations étrangères sans égard particulier envers le Japon[3].
- Doctrine du Big Stick (1901) : énoncée le 2 septembre 1901 par le président américain Theodore Roosevelt, elle vise la protection des intérêts économiques des États-Unis en Amérique latine.
- Doctrine Calvo : elle propose d'interdire l'intervention diplomatique avant que tous les recours locaux aient été essayés.
- Doctrine Drago (1902) : énoncée en 1902 par le ministre des affaires étrangères argentin Luis María Drago, elle affirme qu'aucun pouvoir étranger, y compris les États-Unis, ne peut utiliser la force contre les nations américaines afin de recouvrer des dettes.
- Corollaire Roosevelt (1904) : prononcé le 6 décembre 1904 par Theodore Roosevelt qui fait une interprétation expansionniste de la doctrine de Monroe.
- Doctrine Tobar (1907) : formulée en 1907 par le ministre des affaires étrangères de l'Équateur Carlos Tobar, elle propose que tout gouvernement issu d'un coup d'État soit confirmé par des élections libres avant d'être reconnu internationalement.
- Doctrine Wilson (1918) : elle résulte du discours des Quatorze Points prononcé le 8 janvier 1918 par le président américain Woodrow Wilson et introduit le concept de Société des Nations, une organisation destinée à préserver l'intégrité territoriale et l'indépendance politique de toutes les nations.
- Mémorandum Clark (1928) : à la suite notamment de la 6e conférence panaméricaine de La Havane, qui a dégénéré, les États-Unis décident d'infléchir leur politique du Big Stick[4]. La publication du Memorandum Clark annonce une politique de désengagement et de dialogue avec l'Amérique Latine.
- Doctrine Estrada (1930) : formulée le 27 septembre 1930 par le ministre des Affaires étrangères du Mexique Genaro Estrada, elle prolonge la doctrine Tobar et indique que le Mexique ne doit pas juger les gouvernements issus de coup d'État au motif que cela serait une ingérence dans leur souveraineté.
- Doctrine Stimson (1932) : énoncée le 7 janvier 1932 par le secrétaire d'État américain Henry Stimson, afin de signifier la non-reconnaissance des conquêtes japonaises en Mandchourie et, plus généralement, l'illégitimité diplomatique de conquêtes par la force armée.
- Politique de bon voisinage (présidence de Franklin Delano Roosevelt) : les États-Unis se retirent de plusieurs pays d'Amérique latine. L'administration américaine n'intervient pas lorsque le président mexicain nationalise les industries du pétrole.

### Doctrines liées au continent européen
- Fédération Międzymorze (Union de l'entre-mers ou Confédération Intermarium) (1918) : énoncée par l'homme d'état polonais Józef Piłsudski à partir de la fin de la première guerre mondiale, cette doctrine consiste, dans le premier plan, en un rassemblement de la Pologne, de la Lituanie et de l'Ukraine dans un espace commun, sur le modèle de l'ancienne union Pologne-Lituanie. Jamais acceptée et pourtant remodelée en ajoutant d'autres pays, cette union devait constituer un espace qui ne serait ni soumis aux puissances Germaniques (Empire Allemand, Austro-Hongrois) ou Russe. Aujourd'hui, on peut voir dans l'Initiative des trois mers (ITM) un reliquat de cette doctrine.
- Prométhéisme (1918-1939) : complémentaire à la doctrine précédente et élaborée par le même homme, le prométhéisme consiste au soutien par la Pologne des mouvements nationalistes et indépendantistes non-russes, au sein de l'Empire Russe puis de l'Union Soviétique, pour fragiliser ces derniers.
- Doctrine Giedroyc (ou doctrine ULB, Ukraine, Lituanie et Biélorussie) (années 1970) : formulée par Jerzy Giedroyc et Juliusz Mieroszewski, elle prétend que la Pologne accepte ses frontières d'après-guerre, refuse l'affrontement pour la domination avec la Russie et traite sur le même pieds d'égalité la Russie et les autre PECO, dont elle soutient l'indépendance et l'existence.
- Doctrine Mitterrand (1985-2002) : doctrine créée par François Mitterrand, qui accepte de ne pas extrader les terroristes italiens d'extrême-gauche venus se réfugier en France.

### Doctrines de laGuerre froide
- Doctrine Truman (1947) : énoncée le 12 mars 1947 par le président américain Harry Truman, elle vise l'endiguement du communisme au niveau mondial. Le Mutual Defense Assistance Act en fut la conséquence.
- Doctrine Jdanov (1947) : issue du rapport du secrétaire du Parti communiste de l'URSS Andreï Jdanov, le 22 septembre 1947, elle définit l'organisation du monde en deux camps : les forces dites impérialistes, dirigées par les États-Unis, et les forces dites pacifistes, menées par l'URSS.
- Résolution Vandenberg (1948) : elle donne à tout gouvernement voulant combattre le communisme le droit à une aide américaine (économique ou militaire).
- Coexistence pacifique (1952)
- Théorie des dominos (1954) : formulée pour la première fois le 7 avril 1954 par le président américain Eisenhower, cette théorie géopolitique postule qu'un changement idéologique dans un pays peut provoquer le même changement dans les pays voisins.
- Doctrine Dulles (1954) : doctrine nucléaire américaine de 1953-54 à 1962 extrêmement rigide avec pour principe simple :  toute attaque soviétique contre un pays membre de l'OTAN exposerait l'URSS à des représailles nucléaires massives sur ses villes, sans préavis et sans retenue.
- Doctrine Hallstein (1955) : du nom du secrétaire d'État ouest-allemand Walter Hallstein, cette doctrine stipule que la RFA rompra ses relations diplomatiques avec tout État qui reconnaîtrait la RDA.
- Doctrine Ulbricht : du nom d'un dirigeant de l'Allemagne de l'Est. L'objectif était d'aboutir à la reconnaissance officielle de deux Allemagnes : l'une à l'Ouest, l'autre à l'Est. Cette doctrine finira par l'emporter sur la doctrine Hallstein avec l'Ostpolitik de Willy Brandt.
- Doctrine Eisenhower (1957) : annoncée le 5 janvier 1957 par le président américain Eisenhower devant le Congrès, elle a pour but d'accorder une assistance économique et militaire aux États du Proche-Orient menacés de déstabilisation par le communisme international.
- Doctrine Sokolovski (1960) : annoncée en janvier 1960 devant le Soviet suprême par Khrouchtchev, elle tire son nom du maréchal soviétique Vassili Sokolovski et postule qu'en cas de conflit avec l'Ouest, il ne pourra être que nucléaire.
- Doctrine Kennedy (1961)
- Doctrine McNamara (1962) : approuvée par le président américain John Kennedy, cette stratégie nucléaire fut mise au point par le secrétaire d'État à la Défense Robert MacNamara, qui préconise une riposte graduée à la menace.
- Doctrine Johnson (1965)
- Doctrine Brejnev (1968) : annoncée peu avant l'action des armées du pacte de Varsovie lors du Printemps de Prague, elle justifie l'action armée en définissant le concept d'indépendance nationale limitée.
- Doctrine Nixon (1969)
- Ostpolitik : politique menée par Willy Brandt de 1969 à 1974 visant à créer des liens avec les pays d'Europe de l'Est.
- Doctrine MAD (1973) : de l'anglais, Mutual Assured Destruction (destruction mutuelle assurée) est une stratégie militaire selon laquelle l'utilisation à grande échelle de l'arme nucléaire par l'un des deux belligérants provoquerait la destruction des deux camps. Son intérêt est donc fondé sur sa capacité dissuasive. À cet effet, il est nécessaire pour chaque protagoniste de disposer d'un stock d'armes de destruction massive de puissance au moins équivalente à celui de l'ennemi.
- Doctrine Carter (1980)
- Doctrine Kirkpatrick (1981)
- Doctrine Weinberger (1984)
- Doctrine Reagan (1985) : annoncée en 1981 par le « America is back », cette doctrine permet aux États-Unis de revenir dans la course face au bloc soviétique après les échecs des années 1970.
- Doctrine Lehman
- Doctrine Sinatra (1989) : la doctrine Sinatra remplace la doctrine Brejnev (protection du socialisme, à tout prix, même par intervention directe) en permettant aux membres du pacte de Varsovie de choisir leur propre voie pour leurs affaires internes. Son nom fait allusion à la chanson de Frank Sinatra My Way

### Doctrines contemporaines
- Doctrine Powell (1990)
- Doctrine Clinton (1999)
- Zéro problème avec les voisins (Turquie, 2002) : doctrine élaborée par Ahmet Davutoğlu en 2001, suivie par le gouvernement AKP (islamo-conservateur) en Turquie depuis 2002.
- Doctrine Bush (2004) : énoncée le 4 février 2004 par le président américain George W. Bush, elle s'inscrit dans le cadre de la guerre contre le terrorisme et de la volonté de refondation du monde arabo-musulman en Grand Moyen-Orient.
- Doctrine de la guerre juste : empruntée à saint Augustin par le philosophe américain Michael Walzer et modernisée, elle est un modèle de pensée définissant à quelle condition la guerre est une action moralement acceptable. La doctrine s'intéresse plus particulièrement à la guerre préventive.
- Doctrine Primakov (1990)
- Plaidoyer politique (2001) (Policy advocacy) issue de l'IPC (1990) est une méthode générale d'influence initialement ciblée sur les pays en transition post-communistes ayant pour objectif de favoriser une administration démocratique : Europe centrale et du Sud-Est , la communauté des états indépendants (ex Union Soviétique) et la Mongolie.
- Doctrine Medvedev (2008) : elle s'inscrit dans le cadre de la deuxième guerre d'Ossétie du Sud et de la volonté de défendre tous les citoyens russes y compris les minorités dans des pays tiers.